# Holcosus gaigeae
Holcosus gaigeae — вид ящірок родини теїдових (Teiidae). Мешкає в Мексиці і Гватемалі.

## Поширення і екологія
Holcosus gaigeae мешкають на півострові Юкатан. Вони живуть на узліссях тропічних лісів, в садах і на плантаціях.